# Luren Baylón
Luren Baylón Francis (nacida el 14 de agosto de 1977) es una exvoliebolista peruana. Compitió en el torneo femenino de los Juegos Olímpicos de Verano de 1996.  Además del Campeonato Mundial de Voleibol Femenino FIVB 1998, el Campeonato Mundial de Voleibol Femenino FIVB 2006 y el Gran Premio Mundial FIVB 2011. 

## Clubes
| Club                     | País           | Año         |
| ------------------------ | -------------- | ----------- |
| Deportivo Wanka          | Perú           | 1995 - 1996 |
| Miami Dade College       | Estados Unidos | 2001 - 2004 |
| Iowa Wesleyan University | Estados Unidos | 2004 - 2006 |
| Volei Ciudadela          | España         | 2006 - 2007 |
| A D A Pinguela           | España         | 2007 - 2008 |
| Voleibol Cuesta Piedra   | España         | 2008 - 2010 |
| Alianza Lima             | Perú           | 2012 - 2015 |